# クリスマスキャロルの頃には
「クリスマスキャロルの頃には」（クリスマスキャロルのころには）は、稲垣潤一の楽曲。自身の27作目のシングルとして、ファンハウス（現・Ariola Japan / Sony Music Labels）から8cmCDで1992年10月28日に発売された。
1993年11月26日には本楽曲と「メリークリスマスが言えない」との両A面シングルとして再発売されている。

## 背景・リリース
クリスマスソングに数えられることが多いが、歌詞からわかるように、倦怠期の恋人同士がクリスマスまで距離を置いて、お互いの今後を見つめ直そうといった内容を、男の視点から歌った楽曲。従って、作中の季節としては冬ではない。
最初のシングル発売は1992年10月28日で、TBS系テレビドラマ『ホームワーク』の主題歌として起用された。そのため、『突然バラエティー速報!!COUNT DOWN100』（TBS）のランキングVTRでは、稲垣の他に唐沢寿明・清水美砂・福山雅治・浦江アキコが出演（ただしドラマの映像を使用）。
稲垣最大のヒットシングルで、カバーも含め幾度かにわたってシングル（8cm盤、12cm盤）が発売されている。オリジナル盤発売から1年後の1993年11月26日、「メリークリスマスが言えない」を両A面曲として、クリスマス仕様のデザイン・マキシシングル用薄型ケース仕様のシングルをリリース。アルバム収録は1992年12月2日発売『ON TELEVISION』（ON TV、ドラマ主題歌・TVCM起用曲特集盤）などベスト盤のみで、1993年3月24日発売13枚目のオリジナル・アルバム『for my DEAREST』には収録されていない。
2009年11月18日、広瀬香美とのデュエット・ヴァージョン版をリリースした。稲垣のデュエット・アルバム『男と女2』からのシングルカット曲となる。

## 収録曲

### オリジナル盤収録曲
1. クリスマスキャロルの頃には
  - 作詞：秋元康  作曲：三井誠  編曲：清水信之
2. 時の岸辺 New Version
  - 作詞：秋元康  作曲：岸正之  編曲：塩入信哉 & TOPICS
3. クリスマスキャロルの頃には (オリジナル・カラオケ)

### 1993年盤収録曲
1. クリスマスキャロルの頃には
  - 作詞：秋元康、作曲：三井誠、編曲：清水信之
2. メリークリスマスが言えない
  - 作詞：秋元康、作曲：松本俊明、編曲：萩田光雄
3. クリスマスキャロルの頃には (Instrumental Version)
4. メリークリスマスが言えない (Instrumental Version)

## 稲垣潤一&広瀬香美デュエット版
稲垣と広瀬香美とのデュエット版は、「稲垣潤一&広瀬香美」名義で2009年11月18日にリリースされた (UICZ-5044)。稲垣の48枚目のシングル。初回盤は、DVDとの2枚組仕様 (UICZ-9031)。
本曲が収録された稲垣のアルバム『男と女2』では、稲垣単独の名義で「クリスマスキャロルの頃には (duet with 広瀬香美) 」のタイトルとなっている。同アルバムからのシングルカットとなる。
稲垣のシングル扱いのため、ユニバーサルミュージックの「ユニバーサル ストラテジック マーケティング ジャパン」レーベルからのみリリース、広瀬が所属するビクターエンタテインメントからリリースはない。従って「広瀬香美 by the courtesy of Victor Entertainment Inc.」の表示がされている。
カップリング曲の「元気を出して」は、稲垣のソロによる竹内まりやのカヴァー。

### デュエット版シングル収録曲
1. クリスマスキャロルの頃には （稲垣潤一&広瀬香美）
  - 作詞：秋元康、作曲：三井誠、編曲：鳥山雄司
2. 元気を出して （稲垣潤一）
  - 作詞・作曲：竹内まりや、編曲：大坪稔明
3. クリスマスキャロルの頃には （オリジナル・カラオケ）
4. 元気を出して （オリジナル・カラオケ）

## カバー
- Li-ZELL「クリスマスキャロルの頃には2002」（2002年11月27日、オリコン100位）
  - オリジナルとマッシュアップした曲
- TAKA + BA-K from デリカテッセン「クリスマスキャロルの頃には」（2005年12月7日、オリコン99位）
- Water「クリスマスキャロルの頃には」（2007年11月14日、オリコン180位）
- レイモンド・チョイ（蔡済文）「朝思晩想」（広東語版、1993年、アルバム『You're the only』）「所有的愛都交給你」（北京語版、1994年、アルバム『情縁』）
- マイケル・フォーチュナティ「アット・ザ・タイム・フォー・クリスマス・キャロル(英語カバー)」（1995年11月10日 avex DANCE X'masなど）
- MONKEY MAJIK × 稲垣潤一 × GAGLE「クリスマスキャロルの頃には -NORTH FLOW-」（2018年12月5日）
  - リメイク作品。サビ部分で稲垣自身も歌唱に参加している。